# Ivan Ureman
Ivan Ureman (Vreman) (Split, 1583. ‒ Nanking, 1621.), hrvatski katolički svećenik, isusovac, matematičar, astronom i misionar.

## Životopis
Godine 1600. pristupio je isusovačkomu redu u Rimu. Studirao je u Rimu, Španjolskoj i Portugalu. U Rimu je završio studij. Za vrijeme studija u Rimskom kolegiju obavljao je astronomska promatranja i dopisivao se s poznatim znanstvenicima. U pismu talijanskomu astronomu G. A. Maginiju opisao je svoje promatranje pomrčine Mjeseca u noći između 19. i 20. siječnja 1609. zajedno s glasovitim matematičarima i svojim bivšim profesorima Christophorom Grienbergerom i Christophorom Claviusom. Pomrčinu je promatrao prostim okom, jer je dalekozor pronađen 1608. i još nije bio u široj upotrebi. Opažanjem je želio odrediti vrijeme izlaska Mjeseca iz sjene i usporediti ga s izračunskim vremenom.
Godine 1609., nakon završetka studija, krenuo je u misije u Kinu. Dok je čekao ekspedicijin polazak u Kinu, nekoliko je godišta boravio u Portugalu i Španjolskoj. Predavao je matematiku u Oropesi (Španjolska, pokrajina Toledo) i Lisabonu, otkuda je 1615. otišao u misije u Indiju i Kinu. Na putu prema Kini promatrao je pomrčine Mjeseca, sustavno mjerio i određivao magnetske deklinacije, određivao razlike između europskoga i azijskoga vremena te položaje mjesta od Goe do Macaa. Rezultate je priopćio u pismu od 20. studenoga 1616. upućenom Ch. Grienbergeru u Rim. Fragment toga pisma objavio je A. Kircher 1643. U Macau je od 1616. predavao matematiku sve do 1619., proučavao kinesku astronomiju i prevodio izvješća japanskih misionara. Zbog progona kršćana u Kini tek potkraj 1619. potajno je ušao na kinesko tlo, ali nakon nekoliko mjeseci umro je shrvan bolešću. Budući da je određivao zemljopisne koordinate pojedinih mjesta, može ga se smatrati jednim od preteča hrvatskih kartografa.
Posebno su mu ostala zapažena istraživanja magnetske igle. Jedan je do prvih profesora filozofije i matematike među hrvatskim isusovcima. Sačuvan je jedino kratki rukopis Uremanova predavanja u Oropesi Geometriae speculativae compendium, pronađen tek u novije vrijeme. Vjerojatno bi mogla biti Uremanova djela i Elementorum Euclidis Definitiones i Tractatus de Sphaera Mundi koje se inače pripisuje hrvatskome matematičaru i fizičaru iz Dubrovnika Marinu Getaldiću.